# 真理部 (書籍)
《真理部：喬治·歐威爾的一九八四傳記》是由多里安·林斯基（Dorian Lynskey）所著，並於2019年由道布尔戴出版社出版社出版的書籍。其主题与乔治·奥威尔1949年反乌托邦小說《一九八四》有关，長度相當於一本歷史性傳記。